# Тыновка
Тыно́вка (укр. Тинівка) — село в Уманском районе Черкасской области Украины.
Население по переписи 2001 года составляло 1523 человека. Почтовый индекс — 19220. Телефонный код — 4747.
Основано в 1560—1600 гг.

## Местный совет
19220, Черкасская обл., Жашковский р-н, с. Тыновка.